# テンソル空間
数学におけるテンソルの座標に依らない現代的な取扱いは、テンソル空間（テンソルくうかん、英: tensor space）と呼ばれる抽象代数学的な対象の元として、ある種の多重線型性によって表される。よく知られたテンソルの古典的な性質の数々はそれらの定義から導かれ、テンソルに対する操作に関する規則は線型代数学から多重線型代数学への理論の拡張をもたらす。
このような座標に依らない記述法は、テンソルが自然に現れる抽象代数学およびホモロジー代数においても重々用いられる。
一方、物理学において慣例的に用いられる座標に基づくテンソルの添字表記法は、テンソル空間の元 Ξ を、台となるベクトル空間 V の基底とその双対空間 V∗ の双対基底を用いて
{\displaystyle \Xi =\sum \xi _{ij\ldots }^{kl\ldots }(e_{k}\otimes e_{l}\otimes \cdots )\otimes (f^{i}\otimes f^{k}\otimes \cdots )}
と展開するときの、スカラー成分
{\displaystyle \xi _{ij\ldots }^{kl\ldots }}
として理解することができる（擬テンソルなどはこの構成に含まれず一般テンソル空間を考える必要がある）。

## 定義
共通の体 F 上のベクトル空間の有限集合 {V1, …, Vn} が与えられたとき、それらのテンソル積 V1 ⊗ … ⊗ Vn はふたたび F 上のベクトル空間であり、またその元はテンソルと呼ばれる。特に一種類のベクトル空間 V から作られるテンソル積空間
{\displaystyle V\otimes \cdots \otimes V\otimes V^{*}\otimes \cdots \otimes V^{*}}
を V 上のテンソル空間と呼び、その元（ベクトル）をベクトル空間 V 上のテンソルと言う。ここに V∗ は V の双対空間である。
この積において V が m 個、V∗ が n 個であるとき、その元であるテンソルは (m, n)-型または m-階反変・n-階共変であるといい、また m+n をそのテンソルの階数または 次数 (order, degree) という。特に0-階テンソルはスカラー（F の元）であり、1-階反変テンソルは V に属するベクトル、1-階共変テンソルは V∗ に属する一次形式のことである（それがゆえに、1-階テンソルを反変ベクトルまたは共変ベクトルとしばしば呼ぶ）。V 上の(m, n)-型テンソル全体の成す空間を
{\displaystyle T_{n}^{m}(V)=\underbrace {V\otimes \dots \otimes V} _{m{\text{ copies}}}\otimes \underbrace {V^{*}\otimes \dots \otimes V^{*}} _{n{\text{ copies}}}}
と書いて、(m, n)-型テンソル空間と呼ぶ。(1, 1)-型テンソル空間 V ⊗ V∗ は自然な仕方で V から V への線型写像全体の成す空間 L(V, V) に同型となり、また V 上の双線型形式 V × V → R には自然な仕方で付随する計量テンソル（あるいは少々紛らわしいが単に計量もしくは内積）と呼ばれる (0, 2)-型テンソル g ∈ V∗ ⊗ V∗ が対応する。

## 普遍性
テンソル空間 T m
n (V) は多重線型写像を用いた普遍性によって特徴づけることができる。それによって、多くの線型写像が「自然」あるいは「幾何学的」（つまり基底の取り方に依らない）ことを示す手段が与えられるという点で、この特徴付けは優位である。また、テンソル積は自由加群に対してのみ用いるものではないが、普遍性を用いる方法によればより一般の場合にまで容易に持ち込めるという側面もある。
ベクトル空間の直積（あるいは直和）上で定義された実数値函数
{\displaystyle f\colon V_{1}\times V_{2}\times \cdots \times V_{N}\to \mathbb {R} }
が多重線型であるとは、各引数に関して線型となることをいう。V1 × V2 × … × VN から W への N-重線型写像全体の成すベクトル空間を LN(V1 , V2, …, VN; W) と書くことにする。N = 1 のとき N-重線型であることは通常の線型写像となることであり、V から W への線型写像全体の成す空間は L(V; W) である。テンソル積の普遍性により、各多重線型写像
{\displaystyle f\in L^{m+n}(\underbrace {V,V,\dots ,V} _{m},\underbrace {V^{*},V^{*},\dots ,V^{*}} _{n};W)}
に対して線型写像
{\displaystyle T_{f}\in L(V\otimes \cdots \otimes V\otimes V^{*}\otimes \cdots \otimes V^{*};W)}
が一意に存在して、任意の vi ∈ V および αi ∈ V∗ に対して
{\displaystyle f(v_{1},\dots ,v_{m},\alpha _{1},\dots ,\alpha _{n})=T_{f}(v_{1}\otimes \cdots \otimes v_{m}\otimes \alpha _{1}\otimes \cdots \otimes \alpha _{n})}
が成り立つ。
この普遍性を用いれば、(m, n)-型テンソル空間に対して自然同型
{\displaystyle T_{n}^{m}(V)\cong L(V^{*}\otimes \dots \otimes V^{*}\otimes V\otimes \dots \otimes V;\mathbb {R} )\cong L^{m+n}(V^{*},\dots ,V^{*},V,\dots ,V;\mathbb {R} )}
が得られる。特に、T 1
0 (V) ≅ L(V∗; R) ≅ V, T 0
1 (V) ≅ L(V; R) = V∗, T 1
1 (V) ≅ L(V; V) が成り立つ。

## テンソルの階数
テンソルの階数 (rank) は線型代数学における行列の階数を拡張するものである（先に述べた次数 (order) もしばしば階数, rank と言ったりするので少々紛らわしいが）。行列の階数は像空間を張るのに必要な列ベクトルの最小数であり、行列 A が二つの非零ベクトルの二項積
{\displaystyle A=vw^{\top }}
に書けるならば、A は階数 1 である。より一般に、行列 A の階数はこのような二項積の和
{\displaystyle A=v_{1}w_{1}^{\top }+\cdots +v_{k}w_{k}^{\top }}
として表すことができるときの右辺の項数の最小値に等しいのであった。同様に階数 1 のテンソル（単純テンソル）は V または V∗ の非零な元 a, b, …, d を用いて
{\displaystyle T=a\otimes b\otimes \cdots \otimes d}
の形に表されるテンソルを言う。これはつまり非零な完全分解可能テンソルである。添字記法で書けば、階数 1 のテンソルとは
{\displaystyle T_{ij\dots }^{k\ell \dots }=a_{i}b_{j}\cdots c^{k}d^{\ell }\cdots }
なる形のテンソルということになる。任意のテンソルは単純テンソルの和に書くことができ、一般のテンソル T の階数はそれを単純テンソルの和に表すときの項数の最小値として定義される。
零テンソルは階数 0、次数 1 の非零テンソルは常に階数 1 である。次数 2 以上の非零テンソルの階数は、それを単純テンソルの和に書いたときに現れるベクトルの最大サイズ未満の全ての値を取り得る。次数 2 のテンソルの階数は、そのテンソルを行列と見做してとった行列の階数に一致するから、ガウスの消去法などから決定することができる。次数 3 以上のテンソルの階数は決定するのが非常に困難であることがほとんどであり、低階数のテンソル分解は実用上非常に注目される。

## テンソルの乗法
テンソルのテンソル積と呼ばれる乗法
{\displaystyle T_{s}^{r}(V)\otimes _{K}T_{s'}^{r'}(V)\to T_{s+s'}^{r+r'}(V)}
は、両因子に現れる V の元を一纏めにまとめなおすことで定義される。例えば、V の元 v, v' と双対空間の元 f に対して
{\displaystyle (v\otimes f)\otimes (v')=(v\otimes v')\otimes f}
のようにする。
V の基底とそれに対応する V∗ の双対基底をとれば、T r
s (V) は自然な基底を持つから、この基底に関するテンソルのテンソル積の成分を計算することができる。例えば F, G はそれぞれ階数 m, n の共変テンソル（つまり、F ∈ T 0
m (V), G ∈ T 0
n (V)）とすれば、これらのテンソル積の成分は
{\displaystyle (F\otimes G)_{i_{1}i_{2}\ldots i_{m+n}}=F_{i_{1}i_{2}\ldots i_{m}}G_{i_{m+1}i_{m+2}i_{m+3}\ldots i_{m+n}}}
となり、二つのテンソルのテンソル積の成分は通常の積によって与えられることが分かる。別な例として、(1, 1)-型テンソル U の成分を Uαβ, (1, 0)-型テンソル V の成分を V γ とすれば、これらのテンソル積は成分に関して
{\displaystyle U^{\alpha }{}_{\beta }V^{\gamma }=(U\otimes V)^{\alpha }{}_{\beta }{}^{\gamma },\quad V^{\mu }U^{\nu }{}_{\sigma }=(V\otimes U)^{\mu \nu }{}_{\sigma }}
で与えられる。

## テンソルの縮約
ベクトル空間 V とその双対空間 V∗ とのテンソル積空間において、自然な「評価」写像
{\displaystyle V\otimes V^{*}\to K;\;v\otimes f\mapsto f(v)}
が存在する。この評価写像が引き起こすテンソル空間上の写像
{\displaystyle T_{s}^{r}(V)\to T_{s-1}^{r-1}(V)}
はテンソルの縮約と呼ばれる。

## 随伴表現
テンソル空間 T r
s (V) は対角作用を考えることにより自然にリー代数 End(V) 上の加群と看做すことができる。すなわち、簡単のため r = s = 1 とすれば、各 u ∈ End(V) に対し
{\displaystyle u(a\otimes b)=u(a)\otimes b-a\otimes u^{*}(b)}
と作用する。ただし、u∗ ∈ End(V∗) は u の転置。V ⊗ V∗ の自然な内積を用いれば、この作用は
{\displaystyle \langle u(a),b\rangle =\langle a,u^{*}(b)\rangle }
とも書ける。自然な同型
{\displaystyle T_{1}^{1}(V)\to \operatorname {End} (V);\;(a\otimes b)(x)=\langle x,b\rangle a\quad (\forall x\in V)}
が存在する。この同型の元、任意の u ∈ End(V) をまず T 1
1 (V) の自己準同型とみたものを、さらに End(V) の自己準同型と見ることができる。実はそれは End(V) の随伴表現 ad(u) になる。

## 注